# Tạ An Khương Nam
Tạ An Khương Nam là một xã cũ thuộc huyện Đầm Dơi, tỉnh Cà Mau, Việt Nam.

## Địa lý
Xã Tạ An Khương Nam nằm ở trung tâm huyện Đầm Dơi, có vị trí địa lý:
- Phía đông giáp xã Tân Đức
- Phía tây giáp thị trấn Đầm Dơi
- Phía nam giáp xã Tân Dân
- Phía bắc giáp xã Tạ An Khương và xã Tạ An Khương Đông.

Xã Tạ An Khương Nam có diện tích 31,02 km², dân số năm 2022 là 9.427 người, mật độ dân số đạt 303 người/km².

## Hành chính
Xã Tạ An Khương Nam được chia thành 7 ấp: Tân An Ninh A, Tân An Ninh B, Tân Hồng, Tân Lợi A, Tân Lợi B, Tân Thành A, Tân Thành B.

## Lịch sử
Ngày 29 tháng 8 năm 2000, Chính phủ ban hành Nghị định số 41/2000/NĐ-CP về việc thành lập xã Tạ An Khương Nam trên cơ sở 3.124,81 ha diện tích tự nhiên và 8.657 nhân khẩu của xã Tạ An Khương.